# Spathalium
Spathalium is een geslacht van rechtvleugeligen uit de familie Ommexechidae. De wetenschappelijke naam van dit geslacht is voor het eerst geldig gepubliceerd in 1884 door Bolívar.

## Soorten
Het geslacht Spathalium omvat de volgende soorten:
- Spathalium audouini Blanchard, 1836
- Spathalium helios Rehn, 1918
- Spathalium liebermanni Ronderos, 1972